# ノトロの森
ノトロの森（ノトロのもり）は、石川県が実施している能登半島の自然に親しむプロジェクト。
能登半島での地引き網などの親子体験ツアーが企画されている。

## 概要
「ノトロの森」というプロジェクトの名称は、石川県が「能登半島」と「トトロの森」を組み合わせて命名したものであるが、2008年7月25日に、チラシやホームページで、スタジオジブリの日本における登録商標である「トトロの森」（商標登録第3157949号）という名称を無断で使用したと報じられた。
また、同じく2008年7月25日には、2体のマスコットキャラクターを決定し、発表したが、愛・地球博のマスコットであるモリゾーとキッコロと酷似していると指摘されている。